# Kršinci
Kršinci falu Horvátországban, Eszék-Baranya megyében. Közigazgatásilag Pogorácshoz tartozik.

## Fekvése
Eszéktől légvonalban 41, közúton 47 km-re délnyugatra, községközpontjától légvonalban 4, közúton 6 km-re nyugatra, Szlavónia középső részén, a Krndija-hegység északi lejtőin, a Diakovárról Nekcsére menő főúttól délre, a Breznica-patak felső folyása mentén fekszik.

## Története
A „Lipovac” nevű régészeti lelőhelyen talált rézkori település maradványai alapján területe már az őskorban is lakott volt. Késő bronzkori település maradványai kerültek elő a falutól keletre, a Krdija-hegység keleti lejtőin, a Breznica-patak völgye felé lejtő teraszon is, ahol az egykori lakóházak falain kívül számos durván és finoman megmunkált cseréptöredék is előkerült. Közelében még régebbi, újkőkori település maradványait találták. A leletek részben a Starčevo-kultúra késő szakaszához, részben a Sopot-kultúrához tartoztak.
A falu középkori létezésének nyoma nincs és az 1698-as kamarai összeírásban sem szerepel. A település valószínűleg 17. század végén, vagy a 18. század elején keletkezett, amikor a Felső-Drávamente, Lika és a horvát Hegyvidék térségeiből horvát családok érkeztek ide. A 18. század elejétől a nekcsei uradalom része volt, mely 1734-ben a Pejácsevich család birtoka lett. Pejacsevich II. József a század második felében létrehozta pogorácsi uradalmat, melyhez Kršinci is hozzá tartozott. Az első katonai felmérés térképén „Kersincze” néven található. Lipszky János 1808-ban Budán kiadott repertóriumában „Kerssincze” néven szerepel.
Nagy Lajos 1829-ben kiadott művében „Kerssincze” néven 97 házzal, 556 katolikus vallású lakossal találjuk.
A településnek 1857-ben 194, 1910-ben 359 lakosa volt. Verőce vármegye Nekcsei járásának része volt. Az 1910-es népszámlálás adatai szerint lakosságának 85%-a horvát, 10%-a magyar, 5%-a szlovák anyanyelvű volt. Az első világháború után 1918-ban az új szerb-horvát-szlovén állam, majd később (1929-ben) Jugoszlávia része lett. A falu 1991-től a független Horvátországhoz tartozik. 1991-ben lakosságának 97%-a horvát nemzetiségű volt. 2011-ben a falunak 126 lakosa volt.

## Lakossága
| Lakosság változása | Lakosság változása | Lakosság változása | Lakosság változása | Lakosság változása | Lakosság változása | Lakosság változása | Lakosság változása | Lakosság változása | Lakosság változása | Lakosság változása | Lakosság változása | Lakosság változása | Lakosság változása | Lakosság változása | Lakosság változása |
| ------------------ | ------------------ | ------------------ | ------------------ | ------------------ | ------------------ | ------------------ | ------------------ | ------------------ | ------------------ | ------------------ | ------------------ | ------------------ | ------------------ | ------------------ | ------------------ |
| 1857               | 1869               | 1880               | 1890               | 1900               | 1910               | 1921               | 1931               | 1948               | 1953               | 1961               | 1971               | 1981               | 1991               | 2001               | 2011               |
| 194                | 273                | 476                | 354                | 325                | 359                | 384                | 479                | 413                | 403                | 403                | 335                | 207                | 152                | 138                | 126                |

## Nevezetességei
Szent Anna tiszteletére szentelt római katolikus temploma a pogorácsi plébánia filiája.

## Egyesületek
- A település önkéntes tűzoltó egyesületét 1933-ban alapították.
- Kršinci lótenyésztő egyesület.